# Castello di Bruntál
Il castello di Bruntál (in ceco zámek Bruntál) si trova nella città omonima dell'omonimo distretto, Regione di Moravia-Slesia nella Repubblica Ceca. La sua storia inizia nel XVI secolo.

## Storia

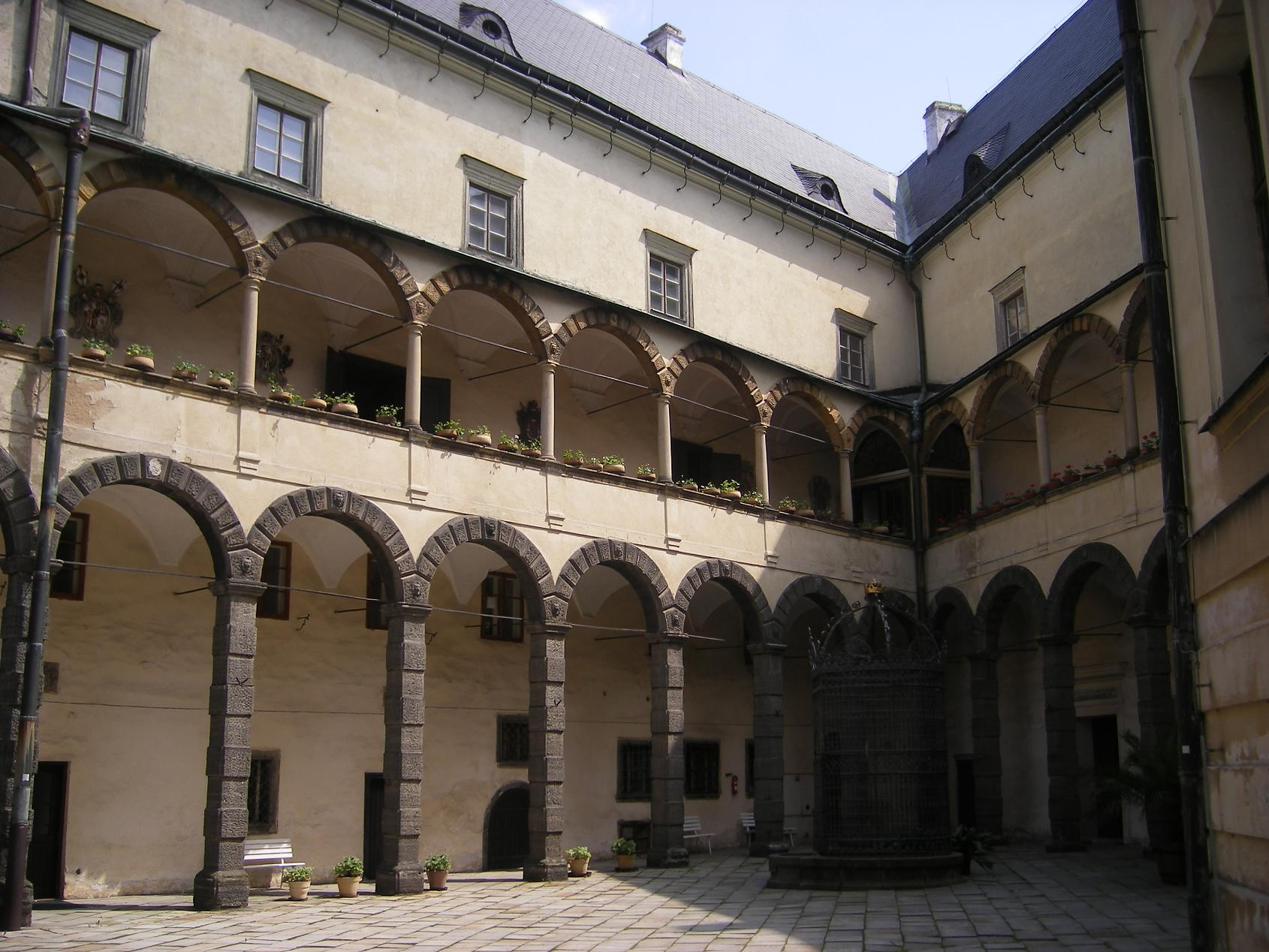
Cortile interno del castello con portico

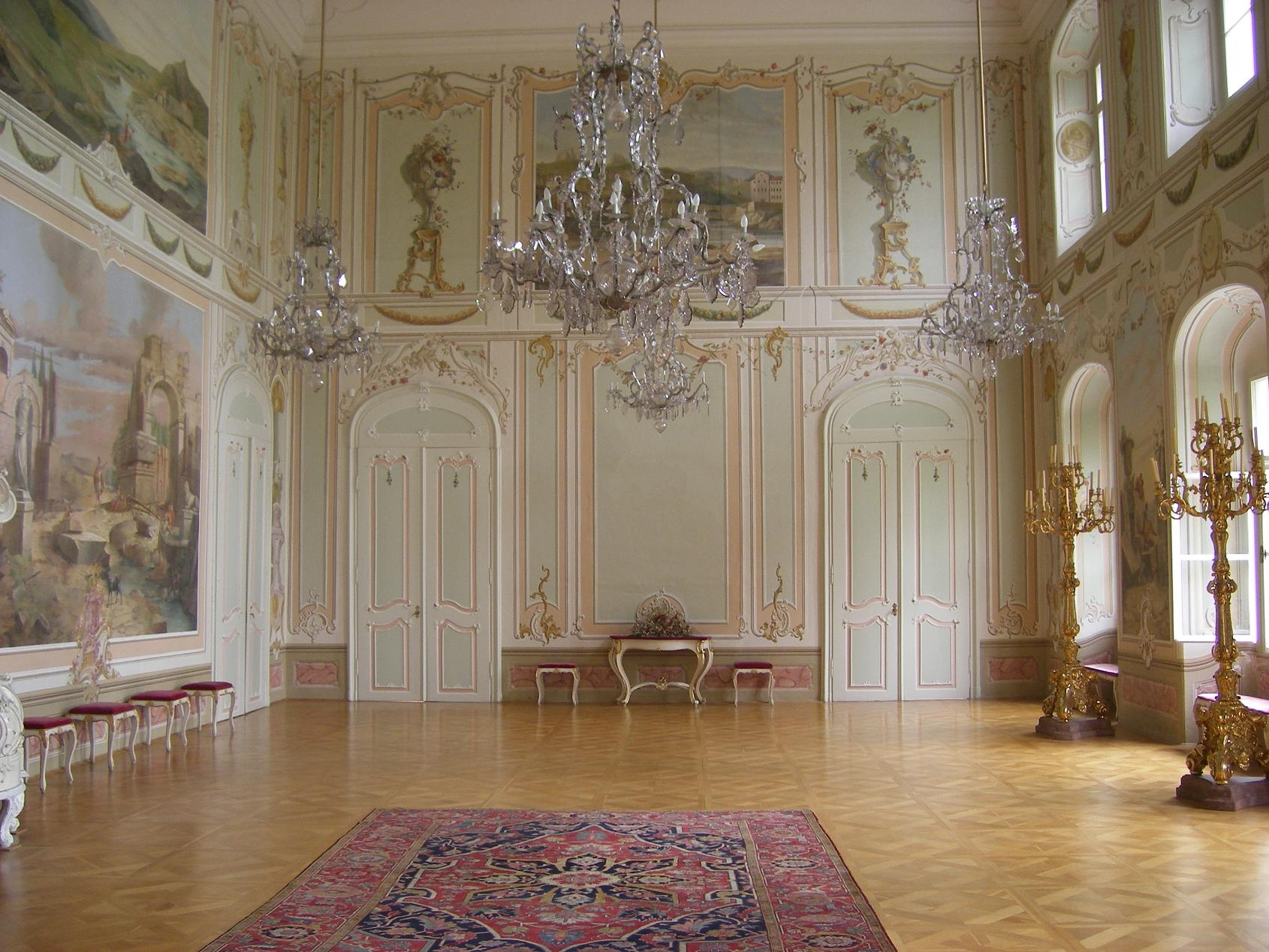
Grande salone interno

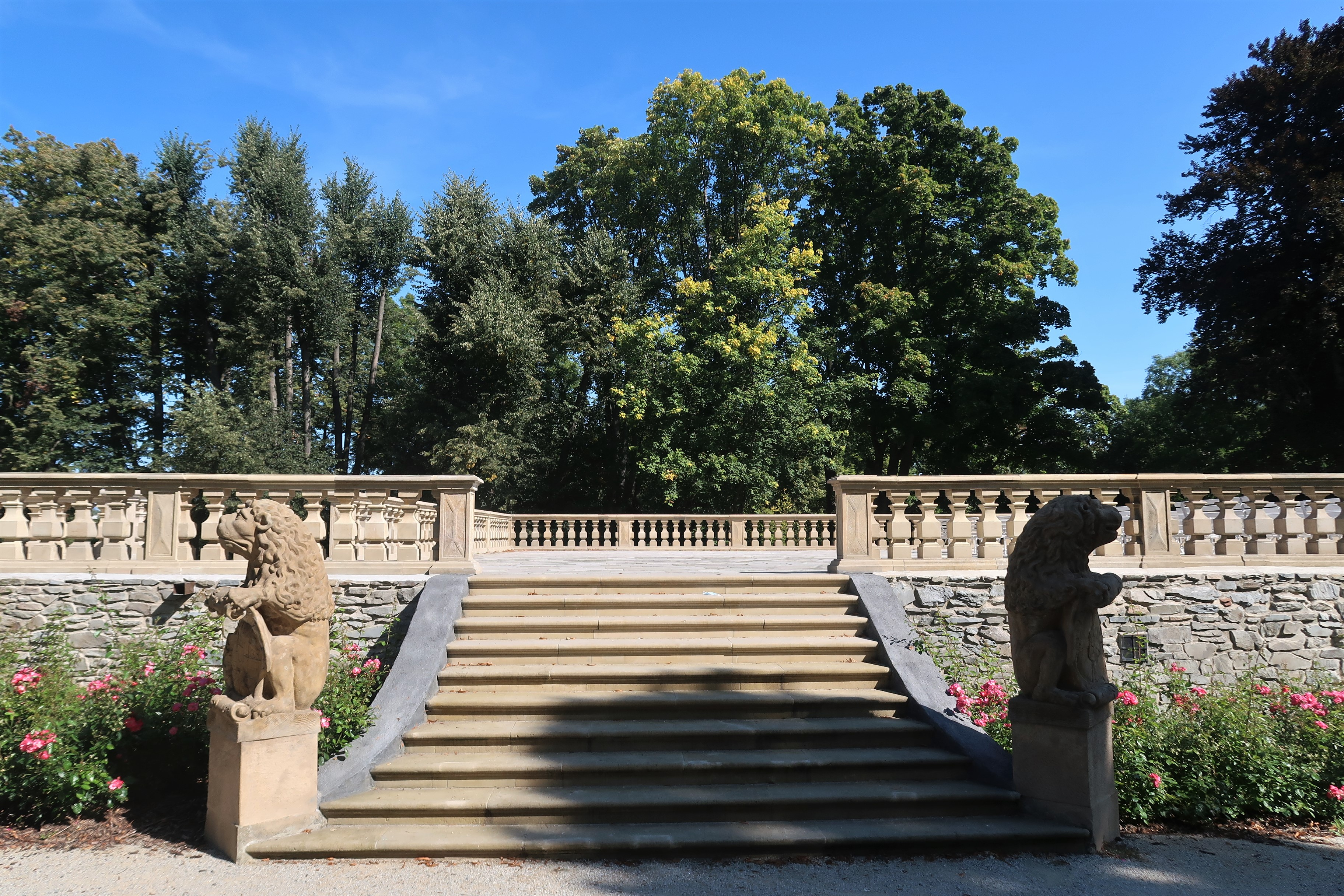
Scalinata di accesso al parco

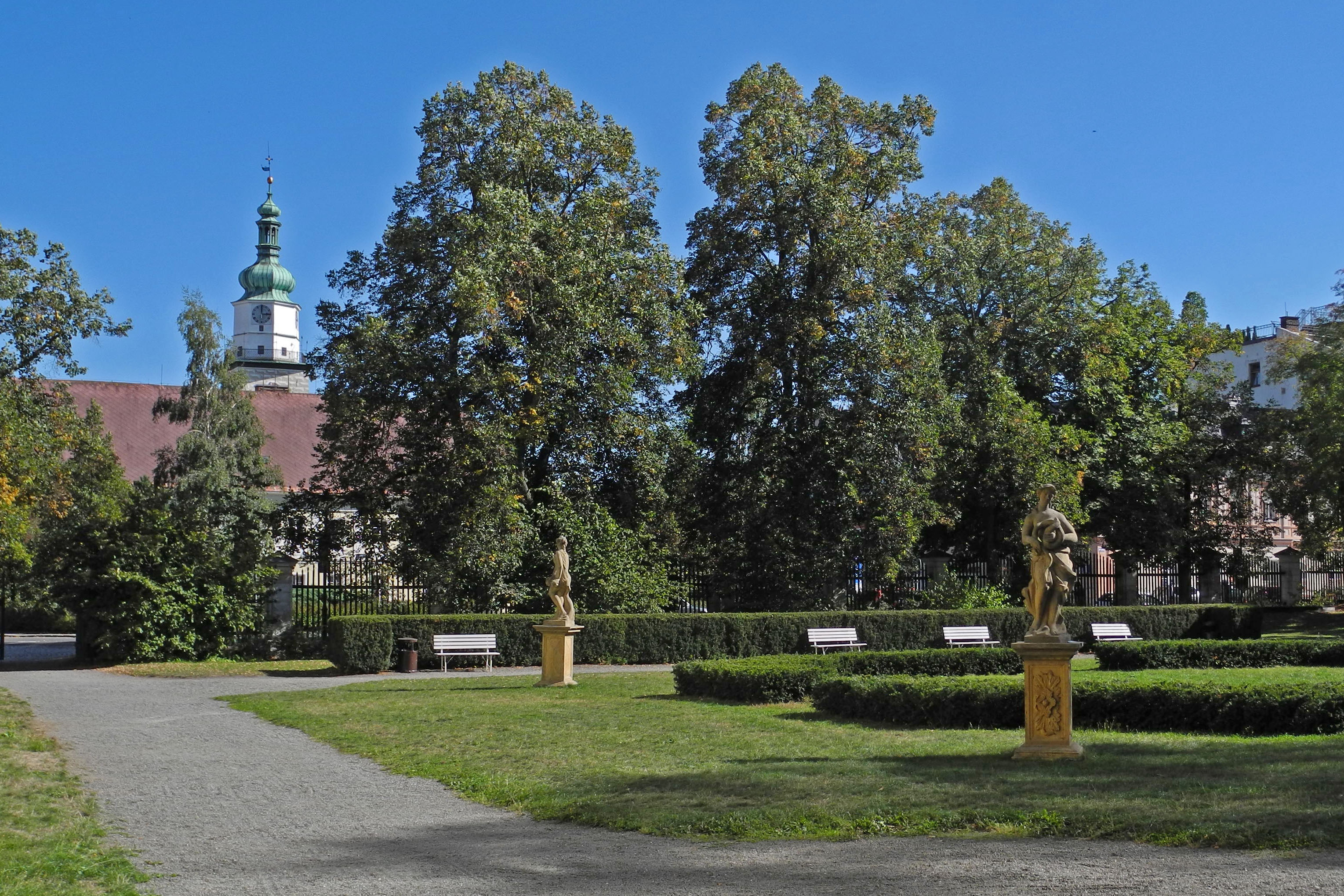
Parco del castello

Sull'origine della fortezza più antica che si trovava sul sito del castello di Bruntál non ci sono informazioni sicure. Sulla città di Bruntál, invece, che fu una città reale dotata di diritti minerari, è noto che fu fondata già prima del 1223. Il complesso edilizio precedente medievale era circondato da un muro di fortificazione che corrisponde alla planimetria del castello recente. Gli archeologi documentano l'insediamento di questa zona nella seconda metà del XIII secolo. Nel 1405, sui documenti relativi alla regione di Bruntál, il castello non era ancora menzionato. La prima menzione del castello risale al 1506. Successivamente i signori di Vrbno si trasferirono a Bruntál e la necessità di avere un palazzo di rappresentanza spinse la nascente famiglia nobile alla ricostruzione del castello, realizzata attorno al 1556. Sotto Hynk il Vecchio di Vrbno fu costruito un nuovo palazzo e, con le altre modifiche successive, il castello fu gradualmente trasformato in un castello dalle forme rinascimentali. Dopo il 1620 il castello entrò tra le proprietà dell'Ordine teutonico e durante la guerra dei trent'anni il castello cadde in rovina. Nel 1766 iniziò la sua ricostruzione del castello, e in questo momento l'edificio assunse la forma recente. Alla fine del XVIII secolo nei pressi del castello fu realizzato un parco all'inglese. Nel 1939 il castello divenne la sede dell'amministrazione nazista, e dopo la liberazione della Cecoslovacchia nel 1945 il castello divenne proprietà dello Stato cecoslovacco, quando ancora non si chiamava Repubblica Socialista Cecoslovacca. Inizialmente servì alle esigenze di vari uffici amministrativi e nel 1958 fu adibito a scopi culturali. Dal 1960 il castello è stato aperto al pubblico.

## Descrizione
Il parco con il monumentale castello si trova all'estremità settentrionale del centro storico della città di Bruntál, Regione di Moravia-Slesia (Repubblica Ceca). Il castello ha un importante nucleo medievalema la struttura importante è rinascimentale e barocca. Il castello ha una pianta a forma di triangolo ottuso con ipotenusa della facciata leggermente arrotondata, rivolto verso la città. La facciata, come l'ala nord del castello, presenta un prospetto decorativo spartito da lesene, mentre l'ala ovest è semplice. Il cortile triangolare è fiancheggiato tutt'intorno da portici ad un piano.

### Monumento culturale della Repubblica Ceca
La tutela dei monumenti della Repubblica Ceca considera il castello di Bruntál un monumento culturale tutelato col numero di catalogo 1000158082.